# Julija Jurjewna Belokobylskaja
Julija Jurjewna Belokobylskaja (russisch Юлия Юрьевна Белокобыльская; * 14. Dezember 1995 in Rostow am Don, Südrussland) ist eine ehemalige russische Kunstturnerin.
Bei den Weltmeisterschaften 2011 in Tokio gewann Belokobylskaja zusammen mit Xenija Afanassjewa, Anna Dementjewa, Julija Inschina, Wiktorija Komowa und Tatjana Nabijewa die Silbermedaille im Mannschaftsmehrkampf. Bei den Europameisterschaften in Berlin im gleichen Jahr gewann sie die Bronzemedaille am Boden hinter Sandra Izbașa und Diana Maria Chelaru.
2011 gewann sie die russischen Meisterschaften am Boden.
Seit dem Ende ihrer sportlichen Karriere arbeitet sie als Trainerin an einer Schule in ihrer Heimatstadt Rostow am Don.